# Saint-Martin-l’Hortier
Saint-Martin-l’Hortier település Franciaországban, Seine-Maritime megyében. Lakosainak száma 272 fő (2022. január 1.). Saint-Martin-l’Hortier Bully, Fresles, Lucy, Mesnières-en-Bray, Neufchâtel-en-Bray és Quièvrecourt községekkel határos.

## Népesség
A település népessége az elmúlt években az alábbi módon változott:
| Lakosok száma | 274  | 275  | 283  | 278  | 274  | 273  | 272  | 272  | 272  |
|               | 2013 | 2015 | 2016 | 2017 | 2018 | 2019 | 2020 | 2021 | 2022 |